# Kabinett Jones II
Das Kabinett Jones II war die achte Regierung von Wales. Sie wurde nach der Wahl zur Nationalversammlung für Wales 2011 gebildet. Es war vom 11. Mai 2011 bis zum 19. Mai 2016 im Amt. Es war eine Alleinregierung der Welsh Labour Party, die genau die Hälfte der 60 Sitze im Senedd erhielt.

## Kabinet

### Minister
| Amt                                                   | Bild | Name             | Partei | Partei    | Amtszeit  |
| ----------------------------------------------------- | ---- | ---------------- | ------ | --------- | --------- |
| First Minister                                        |      | Carwyn Jones     |        | Labour    | 2011–2016 |
| Minister für Finanzen Leader of the House             |      | Jane Hutt        | Labour | 2011–2016 |           |
| Minister für Wirtschaft, Unternehmen und Wissenschaft |      | Edwina Hart      | Labour | 2011–2016 |           |
| Minister für Bildung                                  |      | Leighton Andrews | Labour | 2011–2013 |           |
| Minister für Bildung                                  |      | Huw Lewis        | Labour | 2013–2016 |           |
| Minister für Umwelt und Nachhaltigkeit                |      | John Griffiths   | Labour | 2011–2014 |           |
| Minister für Umwelt und Nachhaltigkeit                |      | Carl Sargeant    | Labour | 2014–2016 |           |
| Minister für Gesundheit und soziale Sicherheit        |      | Lesley Griffiths | Labour | 2011–2013 |           |
| Minister für Gesundheit und soziale Sicherheit        |      | Mark Drakeford   | Labour | 2013–2016 |           |
| Minister für Wohnungswesen, Erbgut und Gemeinschaft   |      | Huw Lewis        | Labour | 2011–2013 |           |
| Minister für Wohnungswesen, Erbgut und Gemeinschaft   |      | Jeffrey Cuthbert | Labour | 2013–2014 |           |
| Minister für Wohnungswesen, Erbgut und Gemeinschaft   |      | Lesley Griffiths | Labour | 2014–2016 |           |
| Minister für Gemeinschaft und Kommunalverwaltung      |      | Carl Sargeant    | Labour | 2011–2014 |           |
| Minister für natürliche Ressourcen und Nahrung        |      | Alun Davies      | Labour | 2013–2014 |           |
| Kabinettsmitglied mit beratender Stimme               |      |                  |        |           |           |
| Attorney General                                      |      | Theodore Huckle  |        | Parteilos | 2011–2016 |
| Chief Whip                                            |      | Janice Gregory   |        | Labour    | 2011–2016 |

### Vizeminister
| Amt                                                         | Name            | Name          | Partei    | Amtszeit  |
| ----------------------------------------------------------- | --------------- | ------------- | --------- | --------- |
| Stellvertretender Minister für Kinder und soziale Dienste   |                 | Gwenda Thomas | Labour    | 2011–2014 |
| Stellvertretender Minister für Landwirtschaft und Fischerei | Alun Davies     | Labour        | 2011–2013 |           |
| Stellvertretender Minister für Landwirtschaft und Fischerei | Rebecca Evans   | Labour        | 2013–2016 |           |
| Stellvertretender Minister für Wissenschaft und Technologie | Jeff Cuthbert   | Labour        | 2011–2013 |           |
| Stellvertretender Minister für Wissenschaft und Technologie | Ken Skates      | Labour        | 2013–2014 |           |
| Stellvertretender Minister für Wissenschaft und Technologie | Julie James     | Labour        | 2014–2016 |           |
| Stellvertretender Minister für Kultur und Sport             | Ken Skates      | Labour        | 2014–2016 |           |
| Stellvertretender Minister für Armutsbekämpfung             | Vaughan Gething | Labour        | 2013–2014 |           |
| Stellvertretender Minister für Gesundheit                   | Vaughan Gething | Labour        | 2014–2016 |           |